# Buittle Old Church

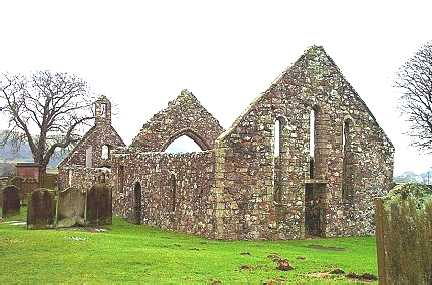
Buittle Old Church

Die Buittle Old Church, auch Buittle Old Kirk, ist eine Kirchenruine nahe der schottischen Ortschaft Dalbeattie in der Council Area Dumfries and Galloway. 1971 wurde das Bauwerk in die schottischen Denkmallisten in der höchsten Denkmalkategorie A aufgenommen. Des Weiteren bildete es zusammen mit der Buittle Parish Church ein Denkmalensemble der Kategorie B. Diese Einstufung wurde jedoch 2016 aufgehoben. Weiterhin ist die Anlage als Scheduled Monument klassifiziert.

## Beschreibung
Die ehemalige Pfarrkirche entstand im 13. Jahrhundert. Sie liegt isoliert rund drei Kilometer westlich von Dalbeattie. Dem Langhaus wurde im Laufe des 14. Jahrhunderts ein Chor hinzugefügt. Da die Kirche 1381 der Sweetheart Abbey zugeschlagen wurde, korreliert der Anbau möglicherweise mit diesem Datum. Das Mauerwerk besteht aus grobem Bruchstein mit Natursteindetails, wobei Steinquader als Ecksteine eingesetzt sind.
Das Langhaus wird über eine rundbögige Türe an der westlichen Giebelseite betreten. Darüber befindet sich ein Rundbogenfenster. Beide Elemente wurden möglicherweise bei späteren Restaurierungsarbeiten neu aufgebaut. Auf dem Giebel sitzt firstständig ein kleiner Dachreiter mit offenem Geläut auf. Er stammt aus dem 16. Jahrhundert. Der Chor ist etwas breiter als das Langhaus. Ein Spitzbogen trennt ihn vom Langhaus ab. Im Ostgiebel sind drei Lanzettfenster angeordnet.